# Miltochrista
Miltochrista — род медведиц из подсемейства Lithosiinae. Ранее понимался в очень большом объёме, включая множество видов из Юго-Восточной Азии, Австралии и даже из Африки. Но Дж.Холловэй в 2001 году пересмотрел систему восточноазиатских лишайниц этой группы и оставил в роде Miltochrista Hb. только виды с несколькими очень крупными корнутусами на везике эдеагуса и без центрального отростка на косте вальв. Это сильно уменьшило число видов в роде, хотя у многих восточноазиатских видов этой группы строение гениталий до сих пор неизвестно, и их принадлежность к одному из родов, близких к Miltochrista, пока не определена. В настоящее время считается, что виды рода встречаются только в Евразии. Многие виды рода Miltochrista были перенесены в роды Barsine (Юго-Восточная Азия на север до Приамурья, Зондские острова), Cyme (Сулавеси и окрестные острова), Lyclene (Юго-Восточная Азия, Зондские острова) и др.

## Систематика
Виды рода:
- Miltochrista miniata (Forster, 1771), типовой вид рода — Европа, Малая Азия, Кавказ, север Казахстана, юг Сибири, Приамурье, Приморье, Сахалин, Южные Курильские острова, Китай (Хэйлунцзян, Ляонин, Хэбэй, Внутренняя Монголия, Шаньси, Сычуань), Корея, Япония
- Miltochrista calamina Butler, 1877 — юго-восточная часть Амурской обрасти, Еврейская АО, юг Хабаровского края, север Приморья, Южный Сахалин, Кунашир; Япония
- Miltochrista jucunda Fang, 1991 - юг Китая
- Miltochrista obscuripostica Dubatolov, Kishida et Wang, 2012 - юг Китая
- Miltochrista pallida (Bremer, 1864) - крайний юг Хабаровского края, Приморье; Корея, Китай
- Miltochrista rosacea (Bremer, 1861) — юг Амурской обрасти, Еврейская АО, юг Хабаровского края, Приморье; Корея, Китай (Хэбэй, Шаньси, Шэньси, Хунань, Юньнань, Fujiang, Чжэцзян, Тибет)
- Miltochrista ziczac (Walker, 1856) — Китай

Возможно, относятся к роду Miltochrista:
- Miltochrista flexuosa Leech, 1899 — запад Китая
- Miltochrista strigivenata Hampson, 1894 — Восточная Индия, Тибет (Китай)
- Miltochrista sanguinea (Moore, 1877) — Шанхай
- Miltochrista obscura Semper, 1899 — Филиппинские острова
- Miltochrista duopunctata Semper, 1899 — Филиппинские острова